# Pop Rocks

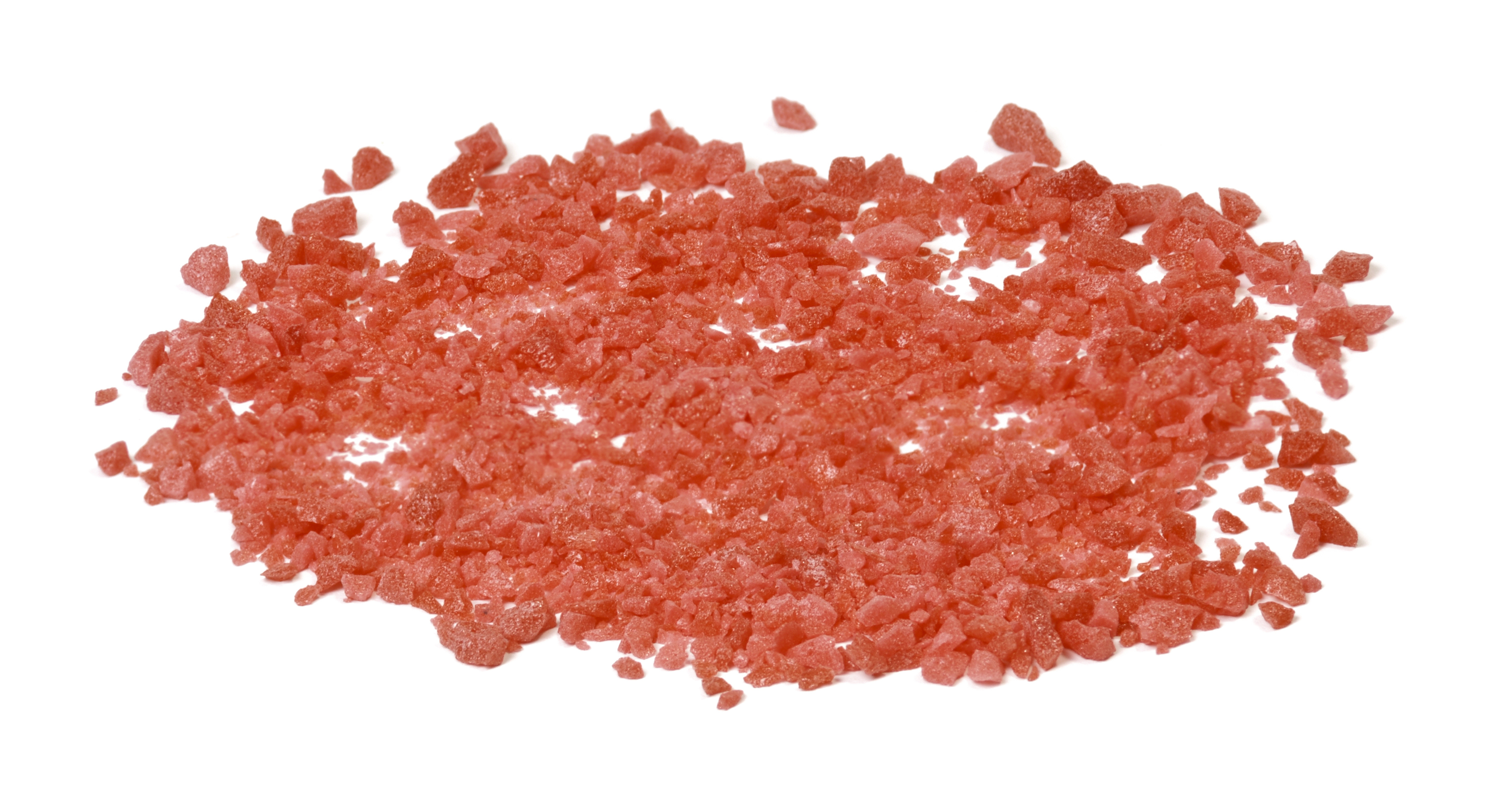
Pop Rocks med jordgubbssmak.

Pop Rocks är ett varumärke för kolsyrat godis som ägs av det spanskgrundade företaget Zeta Espacial S.A.
Godiset säljs i små påsar och består av små pärlsockerliknande klumpar i olika smaker. I kontakt med saliven exploderar klumparna och bitarna hoppar runt i munnen och fortsätter explodera i allt mindre bitar. Det beror på att bitarna innehåller kolsyra. När klumparna kommer i kontakt med saliv eller annan vätska frigörs kolsyran och kolsyrebubblorna finns kvar även efter att bitarna upplösts. En påse Pop Rocks innehåller enligt tillverkaren mindre kolsyra än en halv burk läsk.

## Myter
Det har spridits rykten som att godiset exploderar i magsäcken om man förtär det med läsk. Ryktesspridningen var så allvarlig att U.S. Food and Drug Administration inrättade en krislinje i Seattle dit bland andra oroliga föräldrar kunde höra av sig.